# Caimegulo
Caimegulo (Caimegi Ulu, Kamalehou, Caimegoulo) ist eine osttimoresische Aldeia im Suco Lauhata (Verwaltungsamt Bazartete, Gemeinde Liquiçá). 2015 lebten in der Aldeia 533 Menschen.
Caimegulo liegt im Südosten des Sucos Lauhata. Östlich liegt die Aldeia Pissu Leten und nördlich die Aldeia Raucassa. Im Süden grenzt Caimegulo an den Suco Fatumasi und im Osten an den Suco Motaulun. Durch den Nordosten führt die Überlandstraße von Raucassa nach Mauluto in Motaulun. An ihr reihen sich die Häuser des Dorfes Caimegulo auf. Caimegi ist ein kleiner Ort im Süden. In den Nordwesten führt eine weitere kleine Straße zu einer kleinen Siedlung und an der Grenze im Südosten liegen weitere Siedlungen.
2023 wurde Afonso Alves Correia zum Chefe de Aldeia gewählt.